# Klaus Schumacher (Regisseur)
Klaus Schumacher (* 1965 in Unna) ist ein deutscher Theaterregisseur und Leiter des Jungen Schauspielhauses in Hamburg.

## Leben
Klaus Schumacher wurde 1965 in Unna geboren und ist im Ruhrgebiet aufgewachsen. Nach dem Abitur und dem Zivildienst studierte er angewandte Kulturwissenschaften an der Universität Hildesheim und schloss das Studium 1992 ab.
Schon während des Studiums gehörte Klaus Schumacher zu den Mitgründern des Theaters ASPIK und sammelte Erfahrungen als Schauspieler und Regisseur. Klaus Schumacher war von 1995 bis 2005 Mitglied des moks-Ensembles am Bremer Theater.
Ab der Spielzeit 2000/2001 bis zum Ende der Spielzeit 2003/2004 war er künstlerischer Leiter des Kinder- und Jugendtheaters »moks«, das unter seiner Leitung zu einem der renommiertesten Kinder- und Jugendtheater im deutschsprachigen Raum zählte.
Seine Inszenierungen von Cyrano und Playback Life am moks wurden in Folge zum Berliner Kinder- und Jugendtheatertreffen eingeladen. Zum Abschluss seiner Bremer Arbeit wurde Klaus Schumacher mit dem Kurt-Hübner-Preis ausgezeichnet. 2003 machte er durch die Inszenierung von Kampf des Negers und der Hunde von Bernard-Marie Koltès am Staatstheater Stuttgart auf sich aufmerksam. Darauf folgten Inszenierungen am Schauspiel Hannover (Uraufführung der Theaterfassung des Romans Tintenherz von Cornelia Funke) und am Schauspiel des Bremer Theater (Das Fest von Thomas Vinterberg und Sanft und Grausam von Martin Crimp). Außerdem inszenierte er Kasimir und Karoline am Staatstheater Stuttgart.
Seit der Spielzeit 2005/2006 leitet Klaus Schumacher die mit Beginn der Intendanz von Friedrich Schirmer neu gegründete Sparte „Junges Schauspielhaus“ am Deutschen Schauspielhaus in Hamburg. Hier inszenierte er bereits Playback Life und Tags anders, nachts auch, Cyrano nach Edmond Rostand, Kleine Engel von Marco Baliani, Mutter Afrika und Die Odyssee von Ad de Bont, Ehrensache von Lutz Hübner und "Hamlet" von William Shakespeare.
In den Jahren 2006–2011 inszeniert er regelmäßig Stücke für die große Bühne des Deutschen Schauspielhauses Hamburg ("Was ihr wollt" von William Shakespeare, "Vorstellungen – eine Geschichte fünf Wahrheiten" nach einem Drehbuch von Per Fly, "Romeo und Julia" von William Shakespeare, "Der Goldene Drache" Roland Schimmelpfennig, "Hiob" nach Joseph Roth).

## Auszeichnungen
- 2004 Kurt-Hübner-Preis zusammen mit dem MoKS-Theater
- 2006 Rolf-Mares-Preis für seine Inszenierung von Mutter Afrika
- 2006 Faust-Theaterpreis als bester Kinder- und Jugendtheaterregisseur
- 2009  Preis Stiftung Bibel und Kultur für seine Inszenierung "Die Odyssee" (Ad de Bont)